# Caecilia orientalis
Caecilia orientalis är en groddjursart som beskrevs av Taylor 1968. Caecilia orientalis ingår i släktet Caecilia och familjen Caeciliidae. IUCN kategoriserar arten globalt som livskraftig. Inga underarter finns listade.